# Зозібіні Тунзі
Зозібіні Тунзі (англ. Zozibini Tunzi; 18 вересня 1993) — південноафриканська модель, королева краси, володарка титулу «Міс Всесвіт 2019». Вона стала третьою володаркою цього титулу від ПАР, після Демі-Лей Нель-Петерс (2017) та Маргарет Гардінер (1978), і першою чорношкірою після 2011 року, коли перемогла Лейла Лопес з Анголи. Також Зозібіні Тунзі отримавши Міс Південно-Африканська Республіка-2019, стала першою королевою краси у своїй країні, яка не була африканеркою.